# 小寨镇 (蓝田县)
小寨镇，是中华人民共和国陕西省西安市蓝田县下辖的一个乡镇级行政单位。

## 行政区划
小寨镇下辖以下地区：
小寨村、西坡村、代桥村、张沟村、牛心峪村、上湖村、下湖村、大河村、张山村、后沟窑村、蔡岩村、关庙村、田村、南寺沟村、牛角沟村、董家岭村、大寨村、黑岩沟村、余家沟村、滩芝村、百神洞村、十回场村、下岱峪村和上岱峪村。